# 1997–1998-as magyar férfi röplabdabajnokság
Az 1997–1998-as magyar férfi röplabdabajnokság az ötvenharmadik magyar röplabdabajnokság volt. A bajnokságban tizennyolc csapat indult el, a csapatok az előző évi szereplés alapján két csoportban (Extraliga: 1-8. helyért, NB I.: 9-18. helyért) négy, illetve két kört játszottak. Az alapszakasz után az Extraliga 1-6. helyezettjei és az osztályozó győztesei play-off rendszerben játszottak a végső helyezésekért. Az osztályozó vesztesei (melyben az Extraliga 7-8. és az NB I. 1-4. helyezettjei vettek részt) egymás közt két kört játszottak a 9-12. helyért, míg az NB I. 5-10. helyezettjei az addigi pontjaikat megtartva egymás közt még két kört játszottak a 13-18. helyért.

## Alapszakasz

### Extraliga
| #  | Csapat                          | M  | Gy | V  | Sz+ | Sz- | P  |
| -- | ------------------------------- | -- | -- | -- | --- | --- | -- |
| 1. | Pini Kaposvár SE                | 28 | 26 | 2  | 81  | 21  | 54 |
| 2. | Medikémia-Szeged SC             | 28 | 21 | 7  | 69  | 31  | 49 |
| 3. | Nyíregyházi VSC-Szabolcs Gabona | 28 | 17 | 11 | 64  | 40  | 45 |
| 4. | Dunaferr SE                     | 28 | 15 | 13 | 53  | 50  | 43 |
| 5. | Vasas SC                        | 28 | 12 | 16 | 45  | 58  | 40 |
| 6. | Kazincbarcikai VSE-RSZ          | 28 | 11 | 17 | 45  | 63  | 39 |
| 7. | Csepel SC                       | 28 | 8  | 20 | 34  | 66  | 36 |
| 8. | Kecskeméti RC                   | 28 | 2  | 26 | 18  | 80  | 30 |

### NB I.
| #   | Csapat                    | M  | Gy | V  | Sz+ | Sz- | P  |
| --- | ------------------------- | -- | -- | -- | --- | --- | -- |
| 1.  | LRI-Malév SC              | 18 | 17 | 1  | 53  | 9   | 35 |
| 2.  | Szolnoki Titász RK        | 18 | 15 | 3  | 46  | 20  | 33 |
| 3.  | MAFC                      | 18 | 14 | 4  | 46  | 22  | 32 |
| 4.  | OSC                       | 18 | 10 | 8  | 39  | 33  | 28 |
| 5.  | Hullám Pack-Dunaújváros   | 18 | 8  | 10 | 32  | 36  | 26 |
| 6.  | Castellum SC-Balatontégla | 18 | 7  | 11 | 31  | 39  | 25 |
| 7.  | Veszprémi RC              | 18 | 6  | 12 | 30  | 43  | 24 |
| 8.  | Tatabányai EC             | 18 | 5  | 13 | 25  | 46  | 23 |
| 9.  | Dági SE                   | 18 | 5  | 13 | 19  | 47  | 23 |
| 10. | Zalaegerszegi RK          | 18 | 3  | 15 | 21  | 47  | 21 |

* M: Mérkőzés Gy: Győzelem V: Vereség Sz+: Nyert szett Sz-: Vesztett szett P: Pont

## Osztályozó
Rájátszás az osztályozóért: LRI-Malév SC–OSC 3:0, 3:1 és Szolnoki Titász RK–MAFC 3:1, 3:0
Osztályozó az Extraligáért: Csepel SC–Szolnoki Titász RK 3:0, 2:3, 3:0 és Kecskeméti RC–LRI-Malév SC 3:1, 3:0

## Rájátszás

### 1–8. helyért
Negyeddöntő: Pini Kaposvár SE–Kecskeméti RC 3:1, 3:0 és Medikémia-Szeged–Csepel SC 3:0, 3:0 és Nyíregyházi VSC-Szabolcs Gabona–Kazincbarcikai VSE-RSZ 3:0, 3:0 és Dunaferr SE–Vasas SC 3:0, 3:2
Elődöntő: Pini Kaposvár SE–Dunaferr SE 3:2, 1:3, 3:0, 3:0 és Medikémia-Szeged–Nyíregyházi VSC-Szabolcs Gabona 0:3, 0:3, 0:3
Döntő: Pini Kaposvár SE–Nyíregyházi VSC-Szabolcs Gabona 3:1, 0:3, 2:3, 0:3
3. helyért: Medikémia-Szeged–Dunaferr SE 1:3, 3:2, 3:1, 1:3, 2:3
5–8. helyért: Vasas SC–Kecskeméti RC 3:0, 2:3, 3:0 és Kazincbarcikai VSE-RSZ–Csepel SC 3:0, 1:3, 3:0
5. helyért: Vasas SC–Kazincbarcikai VSE-RSZ 3:1, 0:3, 3:0
7. helyért: Csepel SC–Kecskeméti RC 2:3, 2:3

### 9–12. helyért
| #   | Csapat             | M | Gy | V | Sz+ | Sz- | P  |
| --- | ------------------ | - | -- | - | --- | --- | -- |
| 9.  | Szolnoki Titász RK | 6 | 5  | 1 | 16  | 8   | 11 |
| 10. | LRI-Malév SC       | 6 | 5  | 1 | 16  | 10  | 11 |
| 11. | MAFC               | 6 | 2  | 4 | 12  | 16  | 8  |
| 12. | OSC                | 6 | 0  | 6 | 8   | 18  | 6  |

### 13–18. helyért
| #   | Csapat                    | M  | Gy | V  | Sz+ | Sz- | P  |
| --- | ------------------------- | -- | -- | -- | --- | --- | -- |
| 13. | Castellum SC-Balatontégla | 28 | 15 | 13 | 59  | 56  | 43 |
| 14. | Hullám Pack-Dunaújváros   | 28 | 14 | 14 | 52  | 53  | 42 |
| 15. | Veszprémi RC              | 28 | 12 | 16 | 50  | 64  | 40 |
| 16. | Dági SE                   | 28 | 9  | 19 | 36  | 67  | 37 |
| 17. | Zalaegerszegi RK          | 28 | 8  | 20 | 43  | 67  | 36 |
| 18. | Tatabányai EC             | 28 | 7  | 21 | 39  | 72  | 35 |

* M: Mérkőzés Gy: Győzelem V: Vereség Sz+: Nyert szett Sz-: Vesztett szett P: Pont